# Ferruccio Brandi
Ferruccio Brandi (Trieste, 9 novembre 1920 – Bolzano, 30 agosto 2014) è stato un generale italiano, già distintosi come ufficiale durante la seconda guerra mondiale, dove fu decorato con Medaglia d'oro al valor militare a vivente, tra il 1969 e il 1973 fu comandante della Brigata paracadutisti "Folgore".

## Biografia
Nacque a Trieste il 9 novembre 1920, figlio di Oscar e Virginia Malusà, e mentre era iscritto alla facoltà di economia e commercio dell'Università di Trieste, nel 1938 si arruolò come volontario nel Regio Esercito, in qualità di Allievo Ufficiale di complemento. Nell'aprile 1939 fu promosso Aspirante, assegnato al 152º Reggimento fanteria "Sassari", venendo promosso al grado di sottotenente nell'ottobre dello stesso anno.

### Nella seconda guerra mondiale
Trattenuto in servizio attivo, nel 1940 frequentò il corso di paracadutismo a Tarquinia, al termine del quale viene assegnato come comandante del III Plotone, 6ª Compagnia, II Battaglione, del 187° Reggimento paracadutisti. Al seguito della Divisione "Folgore" viene trasferito in Africa settentrionale italiana, dove combatte durante la battaglia di El Alamein. Si distinse nei combattimenti di Deir El Munassib e Quota 187 (22-24 ottobre 1942) rimanendo gravemente ferito il giorno 24, colpito al volto da un proiettile di mitragliatrice. Gli fu concessa la Medaglia d'oro al valor militare a vivente per le eroiche azioni compiute durante la battaglia. Catturato dagli inglesi nel corso dei combattimenti, al termine della degenza presso il 9º Ospedale generale del Il Cairo fu trasferito in un campo di prigionia, rientrando in Italia nel marzo 1945 per continuare le cure.

### Nel dopoguerra
Riprese a studiare ottenendo la laurea in economia e commercio nel 1947, rientrando in servizio attivo presso l'Esercito Italiano nel marzo 1950, assegnato al 182º Reggimento fanteria "Garibaldi" in qualità di capitano in servizio permanente effettivo. Nel 1953 prese servizio presso il Comando Forze Interalleate Sud Europa, frequentando successivamente i corsi della Scuola di guerra e dell'Istituto Stati maggiori interforze.
Nel 1963, mentre ricopriva l'incarico di Capo di stato maggiore della Brigata di fanteria "Avellino", viene trasferito su sua a domanda, a Pisa per ricoprire l'incarico di Capo di stato maggiore della Brigata paracadutisti allora in fase di costituzione. 
Tra il 1964 e il 1965 continuò a ricoprire tale incarico nonostante il trasferimento del Comando Brigata paracadutisti a Livorno. Tra il 1966 e il 1967 ricoprì l'incarico di comandante della Scuola Militare di Paracadutismo di Pisa, e tra il 1968 e il 1969 quello di comandante del 1º Reggimento paracadutisti a Livorno.
Tra il 1969 e il 1973 fu comandante della Brigata paracadutisti "Folgore".
Nel novembre del 1971 prende parte all'aviolancio durante la sciagura della Meloria, occupandosi poi della pietosa opera di recupero delle salme e all'assistenza dei familiari delle vittime.
Dopo essersi congedato nel 1983 ricoprì ancora alti incarichi, come quello di Commissario per le Onoranze dei Caduti in guerra e Presidente Onorario dell'Associazione Paracadutisti in congedo, fino a raggiungere il grado di generale di corpo d'armata. Si spense a Bolzano il 30 agosto 2014, lasciando la moglie, signora Frieda Fischnaller.

### Annotazioni
1. ↑  Tale unità era al comando del Maggiore Zanninovich.
2. ↑  Aveva ottenuto l'assegnazione in servizio permanente effettivo con anzianità di servizio dal 1942, e la promozione a capitano con decorrenza dal gennaio 1944.
3. ↑  Tale Grande Unità era al comando del Gen. Magri.
4. ↑  Il 9 novembre del 1971, durante un'esercitazione in ambito NATO, un aereo da trasporto Lockheed C-130K Hercules C.Mk.1 nominativo radio "Gesso 4", con a bordo personale misto inglese e italiano, si inabissò in marea largo di Livorno, tra le secche della Meloria causando la morte di 52 militari. Si trattava di sei aviatori inglesi e 46 paracadutisti italiani.

### Fonti
1. 1 2 3 4 5 6  Il Granatiere n.3, luglio-settembre 2014, p. 10.
2. ↑  Giardino 2008, p. 96.
3. ↑  Il Granatiere n.3, luglio-settembre 2014, p. 11.
4. ↑  Falciglia 2011, p. 3.
5. ↑  Falciglia 2011, p. 5.
6. ↑  Registrato alla Corte dei Conti il 4 giugno 1951, Esercito registro 23, pagina 230.

### Pubblicazioni
- È morto il generale Brandi, in Il Granatiere, n. 3, Roma, Associazione Nazionale dei Granatieri, luglio-settembre 2014,  pp. 22-24.
- Aldo Falciglia, Gesso quattro non risponde - La sciagura alle secche della Meloria, in Folgore, n. 11-12, Roma, Associazione Nazionale Paracadutisti d'Italia, novembre-dicembre 2011,  pp. 2-8.